# Holly Johnson
William Johnson, meglio noto come Holly Johnson (Liverpool, 9 febbraio 1960), è un cantante, scrittore e artista britannico.
Già fondatore e membro dei Frankie Goes to Hollywood, il suo soprannome "Holly" è ispirato a quello di Holly Woodlawn.

## Biografia
Figlio di Eric Johnson e Pat McGlouchlin, William (Holly) Johnson nasce a Liverpool il 9 febbraio 1960, come terzo di quattro figli.

### Carriera musicale
Il suo esordio musicale avvenne come bassista nel gruppo Big in Japan un gruppo musicale punk attivo dal 1977 al 1978 a cui seguì quello solista con i singoli Yankee Rose (1979) ed Hobo Joe (1980). Nello stesso periodo conobbe Peter Gill (batteria), Jed O'Toole (basso) e Brian Nash (chitarrista e cugino di quest'ultimo), formando un gruppo che prese il nome di Sons of Egypt e che si esibì in piccoli concerti locali prima di sciogliersi.
Dal 1980 e fino al 1987 è stato il fondatore, frontman, cantante solista ed autore dei testi dei Frankie Goes to Hollywood, un gruppo musicale pop britannico (anche noto come FGTH), nonché colui che diede quel nome alla band. Tra i successi del gruppo figurano brani come Relax e The Power of Love di cui fu l'autore di testi e musiche.
Dopo lo scioglimento del gruppo avvenuto nel 1987, nel 1989 pubblicò il suo primo album Blast da cui vengono estratti i singoli Love Train ed Americanos che corrispondono ai suoi più grandi successi della carriera solista. Nel 1990 pubblica un remix album intitolato Hollelujah e nel 1991 un nuovo album inedito intitolato Dreams That Money Can't Buy.
Nel novembre del 1991 gli viene diagnosticato il virus HIV e si ritira dalle scene musicali fino al 1994, quando registra un nuovo singolo intitolato Legendary Children (All of Them Queer) e prosegue la sua attività di musicista e compositore, scrivendo il brano Love and Hate per Ryūichi Sakamoto, con cui lo interpreta in duetto.
Nell'agosto 2011 si esibisce in uno show completo live al Rewind Festival a Henley-on-Thames, con un mix di successi dei Frankie Goes to Hollywood e di quelli da solista tra i quali Americanos, Heaven's Here e Love Train. Il 26 maggio 2013 si esibisce dal vivo durante l'As One in the Park Festival di Londra, eseguendo alcuni dei suoi successi del passato tra cui The Power of Love.

### Carriera artistica
Nel 1994 pubblica la sua autobiografia A Bone in My Flute, edizioni Century (Random House).
Come artista, espone le sue opere all'Alexander Palace di Londra nell'ambito del THE ART SHOW, poi nel 1996, sempre a Londra, per la Contemporary Art Fair. Nello stesso anno realizza una sua personale, The House Of Holly, presso The Gallery di Londra, curata da Kate Chertavian e Wolfgang Kuhle e l'anno successivo presenta The Beatles Icon presso il Royal College of Art. Nel 2001 l'artista pop Sir Peter Blake lo invita a esporre il suo dipinto Cosmos Mariner (Destination Unknown) presso la Royal Academy, che ne produsse anche una cartolina postale. Nel 2003 due sue litografie (UK After the Rain e Diana Unicorn) vengono esposte presso la Royal Academy of Art durante il Summer Show.
Uno dei suoi dipinti appare sulla copertina del singolo "Angel" di Kirsty MacColl.

## Discografia

### Album
- 1989 - Blast
- 1990 - Hollelujah (Remix album)
- 1991 - Dreams That Money Can't Buy
- 1999 - Soulstream
- 2014 - Europa

### Singoli
- 1989 - Americanos
- 1989 - Love Train
- 1989 - Atomic City / Beat To The System